# Walton on the Hill, Surrey
Walton on the Hill är en ort i distriktet Reigate and Banstead, i grevskapet Surrey, i England. Walton on the Hill var en civil parish fram till 1974. Civil parish hade 2 158 invånare år 1951. Byn nämndes i Domedagsboken (Domesday Book) år 1086, och kallades då Waltone.